# Jabal al-Tair
Jabal al-Tair (Arabisch: جزيرة جبل الطير, letterlijk Vogel-bergeiland) is een vulkanisch eiland dat gelegen is ten noordwesten van de zeestraat Bab el Mandeb in de Rode Zee, ongeveer halverwege Jemen en Eritrea. Het eiland is ovalig en ongeveer drie kilometer lang, en beslaat een oppervlak van 3,99 km².
Jabal al-Tair is altijd een belangrijk navigatiepunt geweest voor schepen. In het verleden had het Ottomaanse Rijk de macht over alle eilanden in de Rode Zee. Zij waren het die de Fransen toestemming gaven een vuurtoren te bouwen op het eiland. In 1915 namen de Britten het eiland over, maar zij besloten met de Fransen samen te werken om de vuurtoren in bedrijf te houden. Later in de 20ste eeuw nam een Brits bedrijf de vuurtorens over. Na de vraag van wie het eiland nu is, Eritrea of Jemen, heeft Jemen sinds 1996 twee wachttorens en een militaire basis op het eiland.
De stratovulkaan op het eiland is 244 meter hoog vanaf zeeniveau en ligt in de vulkanische- en geologische actieve regio tussen de Afrikaanse en Arabische plaat. Na 124 jaar in slapende toestand te zijn geweest werd de vulkaan weer actief op 30 september 2007. Hierbij vielen enkele doden, waaronder soldaten uit Jemen. Een exact aantal is onbekend. De kustwacht van Jemen heeft de hulp in kunnen roepen van een Navo-vloot, de SNMG1, die zo'n 80km ten zuiden van het eiland verbleef. Het Nederlandse fregat Zr. Ms. Evertsen was als een van de eerste schepen ter plaatse. Er zijn door de vloot 2 mensen uit het water gered.